# Cañón Dahlgren
El cañón Dahlgren fue un arma diseñada por el oficial de la Armada estadounidense John Adolphus Bernard Dahlgren. Fue el arma oficial de la Armada de los Estados Unidos entre las décadas de 1850 a 1880.

## Diseño de los cañones

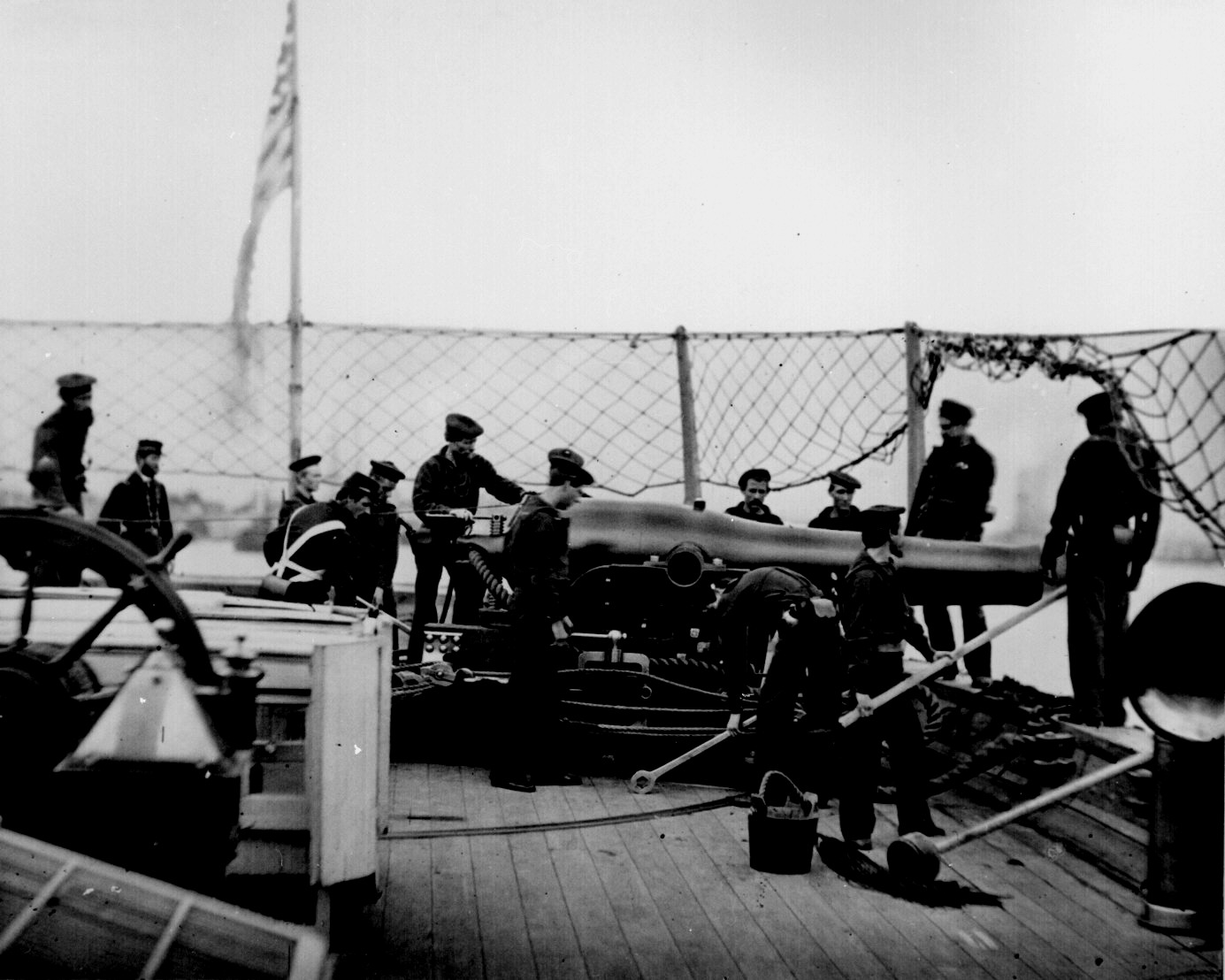
Artilleros disparando un Dahlgren de 9 pulgadas desde una cañonera, 1864

Todos los cañones Dahlgren fueron de ánima lisa, en una época en que todos los países empezaban a reemplazar los cañones de ánima lisa por los de ánima rayada. La diferencia era que utilizaba como material el hierro fundido bajo el procedimiento de fundición utilizado para el cañón Rodman. Las piezas pesadas Dahlgren fueron fundidas en hueco.

## Calibres
Los cañones Dahlgren definían su calibre con el diámetro del ánima medido en pulgadas, pero con la particularidad que estaba en números romanos. 
El cañón más grande fabricado bajo el diseño de Dahlgren fue de calibre XX, llamado también de 1.000 libras, de los cuales se fabricaron sólo 4 por la Fort Pitt Foundry entre 1864 y 1867 como parte del armamento original ideado para el USS Puritan. Tres de estos cañones, llamados Satan, Lucifer y Moloch, fueron aceptados por la Armada de los Estados Unidos, pero no llegaron a emplearse. El cuarto cañón, llamado Beelzebub, fue vendido a Perú, donde pasó a formar parte de las defensas del Callao. Disparaba balas sólidas de 1.080 libras, la longitud del ánima era de 4,2 metros y el peso era de 98.915 libras.
El cañón de calibre XV, llamado de 500 libras, era el más utilizado por los monitores estadounidenses. Disparaba balas esféricas de 440 libras y granadas de 330 libras.
Otros calibres conocidos eran el calibre IX, que era llamado de 100 libras y disparaba balas esféricas de 80 libras y granadas de 73,5 libras, y el calibre XI, llamado de 150 libras y disparaba balas esféricas de 170 libras y granadas de 135,5 libras.